# Guillermo Loría Garita
Guillermo Loría Garita (* 19. November 1937 in Tierra Blanca) ist ein costa-ricanischer Geistlicher und emeritierter Bischof von San Isidro de El General.

## Leben
Guillermo Loría Garita empfing am 21. Dezember 1963 die Priesterweihe und wurde am 13. Dezember 1984 in den Klerus des Erzbistums San José de Costa Rica inkardiniert.
Papst Johannes Paul II. ernannte ihn am 31. Juli 2003 zum Bischof von San Isidro de El General. Der Altbischof von San Isidro de El General, Ignacio Nazareno Trejos Picado, spendete ihn am 1. Oktober desselben Jahres die Bischofsweihe; Mitkonsekratoren waren Hugo Barrantes Ureña, Erzbischof von San José de Costa Rica, und Román Arrieta Villalobos, Alterzbischof von San José de Costa Rica.